# Fałszywe szczęście
Fałszywe szczęście (tytuł oryg. Cradle of Lies) – amerykańsko-kanadyjski film fabularny (thriller) z 2006 roku. 

## Obsada
- Dylan Neal – Jack Collins
- Shannon Sturges – Haley Collins
- Natalie Brown – Michelle
- Martin Roach – detektyw Buck
- Philip Craig – Franklin Devon
- Daveed Louza – detektyw Jensen
- Tara Spencer-Nairn – Lisa
- Landy Cannon – Roy Miller